# Nebris

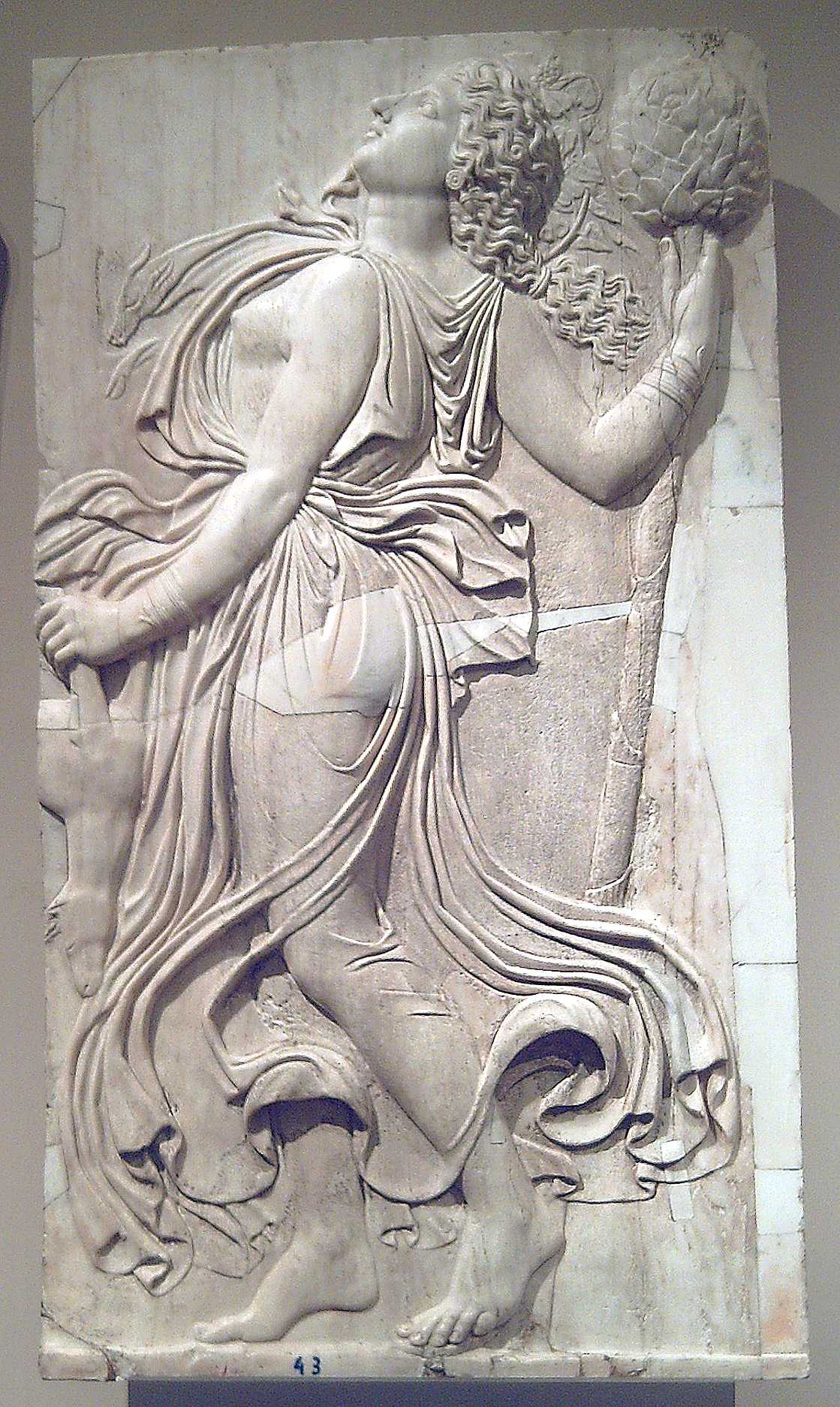
Ménade danzando, con una nebris de cervato sobre el hombro derecho y un tirso en su mano derecha. Museo del Prado.

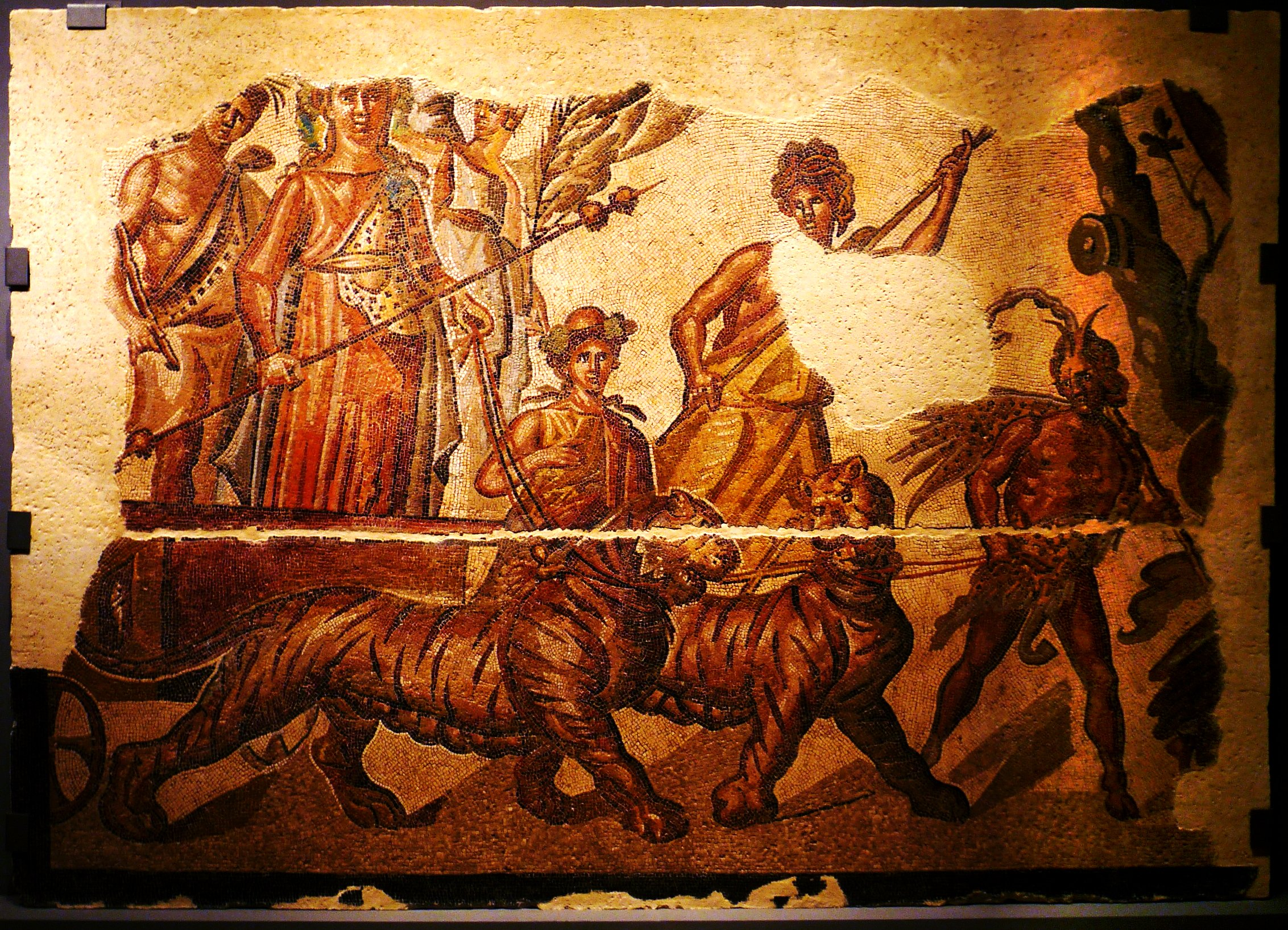
En el mosaico del Triunfo de Baco de Caesaraugusta se ve al dios Pan cubierto con la nebris, delante del carro.

Una nebris o nébrida (del griego antiguo νεβρός, nebrós, "ciervo") es una piel de animal, similar a una égida, que sirve de vestimenta. En un principio era la vestimenta que utilizaban los cazadores prehistóricos y posteriormente se utilizó como atributo en el culto al dios Dioniso, adoptada por sus seguidores en procesiones y ceremonias que se celebraban en su honor durante las celebraciones litúrgicas de las Dionisias.
Generalmente está hecha de piel de cérvido (ciervo o gamo), pero puede ser también piel de pantera, cabra, lince o zorro. Se suele anudar sobre el hombro derecho con las dos patas delanteras para que pueda cubrir la parte izquierda del portador.
La nebris la puede llevar el mismo Dioniso o bien sus compañeros o los participantes del culto: ménades, sátiros, silenos o bacantes que celebraban las Dionisias, a veces portando al tiempo un tirso. Desde la época histórica hasta el final de la antigüedad, los servidores del culto de Dioniso la llevaban. Pan y Artemisa son también a veces representados llevando la nebris. Los sacerdotes de Ceres llevaban también una nebris de cervato en los Misterios eleusinos.
La idea asociada a esta prenda es la de la animalidad de lo salvaje o fuerza vital desatada por los movimientos impetuosos de una danza frenética en trance. En vasos, escultura y otras artes menores como lucernas, que luego pasarían al mundo romano en el culto a Baco, se pueden ver estas escenas y otras con Artemisa y ménades, a veces acompañados por ciervos y otros animales que cuidan, o a veces persiguiéndolos, matándolos o adornándose con sus restos.